# Pol Manning
Pol Manning fu l'identità assunta dal supereroe dei fumetti Hal Jordan, altrimenti noto come Lanterna Verde. Jordan assunse questo nome per la prima volta in Green Lantern (seconda serie) n. 8 (settembre-ottobre 1961), nella storia "The Challenge From 5700 A.D.!", che fu scritta da John Broome, illustrata da Gil Kane e colorata da Joe Giella.

## Biografia del personaggio
Alla fine del LVIII secolo, i vari pianeti del sistema solare di cui la Terra fa parte si unirono e formarono il Consiglio Solare. Quando i cittadini vennero minacciati da un disastro troppo grande perché potessero occuparsene, la segretaria del Consiglio Solare Iona Vane decise di portare la più grande Lanterna Verde della storia, Hal Jordan, nel loro tempo. Uno sfortunato effetto collaterale del viaggio temporale fu la cancellazione totale della memoria di Jordan. Vane creò quindi l'identità immaginaria di "Pol Manning" e la registrò nella mente del supereroe; in questo modo riuscì anche a ritagliarsi una storia romantica con lui. Per anni, Jordan visse una vita doppia nel XX e nel LVIII secolo finché il ritorno dei suoi misteriosi ricordi gli fecero scoprire le insidie del Consiglio Solare. Ritornò quindi al LVIII secolo dove scoprì che il suo anello del potere aveva generato accidentalmente un clone malvagio. Dopo che Hal ebbe sconfitto il suo doppione, questi fu impiantato nell'identità di Pol Manning ed inviato ad esplorare i limiti più estremi dell'universo.
Con il ritorno di Jordan al XX secolo, Vane impazzì a causa della solitudine finché non si riunì al suo Pol Manning. Ora affrontando la minaccia dei "monaci" senzienti, ancora una volta il Consiglio Solare cercò di portare la Lanterna Verde nel LVIII secolo. Sfortunatamente, Hal Jordan si trovava lontano dalla Terra all'epoca, così dovettero accontentarsi della Lanterna Verde extraterrestre di nome Salaak. Senza nessun'altra scelta, il Consiglio impiantò l'identità di Manning nel cervello di Salaak, e alterarono la mente di Vane perché credesse che la Lanterna Verde fosse umana. Il collega Lanterna Verde di Salaak, Ch'p trovò Salaak nel futuro e gli ridiede la sua memoria. Inizialmente infuriato con Vane, Salaak capì che lei era una vittima come lui, e decise così di rimanere con lei nel LVIII secolo.
Poco dopo che Salaak scoprì le rovine di Oa nel LVIII secolo, tornò nel XX secolo per scoprirne la causa. Lo status corrente del Consiglio Solare nel LVIII secolo è sconosciuto.